# USS Nautilus (SS-168)
Lo USS Nautilus (hull classification symbol SS-168) fu un sommergibile della United States Navy, entrato in servizio nel luglio 1930; con il gemello USS Narwhal faceva parte della terza serie dei cosiddetti "V-boat", un gruppo di sommergibili sperimentali costruiti dagli Stati Uniti d'America a cavallo tra gli anni 1920 e gli anni 1930.
Assegnato alla United States Pacific Fleet, il sommergibile si rivelò troppo grosso e poco maneggevole per poter operare con successo in ruoli di attacco, ma ciò nondimeno vide un intenso impiego operativo nel corso degli scontri del teatro del Pacifico della seconda guerra mondiale contro i giapponesi. Dopo aver partecipato alla battaglia delle Midway nel giugno 1942 e al raid di Makin nell'agosto seguente, il Nautilus operò contro il traffico mercantile nemico al largo del Giappone stesso e nella zona delle isole Salomone, oltre che come battello da trasporto durante la campagna delle isole Aleutine. Nel novembre 1943 il sommergibile partecipò alla campagna delle isole Gilbert per poi essere impiegato, tra il 1944 e l'inizio del 1945, in missioni di trasporto di rifornimenti a favore della Resistenza filippina.
Radiato al servizio il 25 luglio 1945, il battello fu avviato alla demolizione nel novembre dello stesso anno.

## Storia

### Periodo interbellico

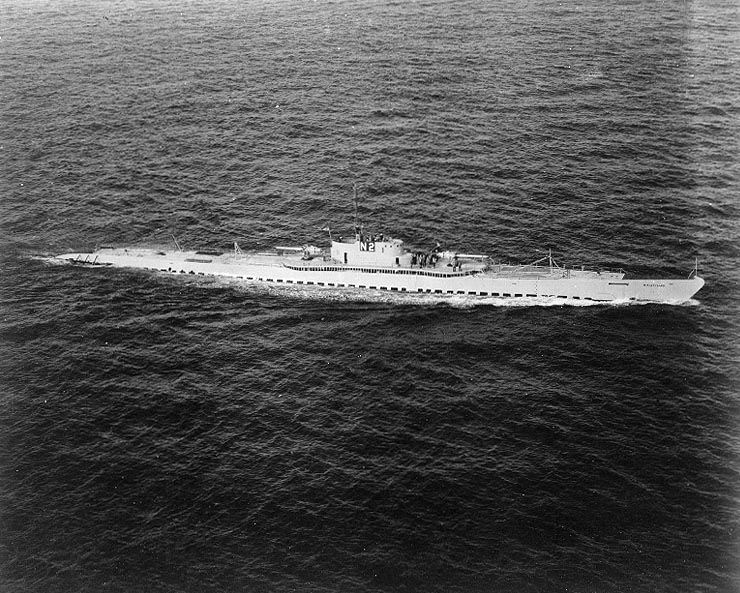
Il battello fotografato dall'alto negli anni 1930

Impostato il  2 agosto 1927 presso il Mare Island Naval Shipyard di Vallejo in California, il battello venne varato il 15 marzo 1930; come le altre V-boat entrate in servizio o in procinto di esserlo, il battello ricevette inizialmente una designazione alfanumerica, ovvero V-6. Madrina del varo fu Jean Keesling, figlia del noto avvocato di San Francisco e sostenitore civile della US Navy Francis B. Keesling.
Il sommergibile entrò in servizio ufficialmente il 1º luglio 1930, venendo quindi impiegato nei mesi seguenti in prove in mare ed esercitazioni nella zona tra Mare Island e San Francisco, con occasionali crociere lungo la costa occidentale degli Stati Uniti. Nel febbraio 1931 il battello raggiunse Balboa nell'allora Zona del Canale di Panama per partecipare a una vasta esercitazione delle unità della United States Pacific Fleet; nel corso del viaggio il battello ricevette ufficialmente un nome di senso compiuto, ovvero Nautilus come quello dell'omonimo mollusco: fu la terza unità della US Navy ad adottare questo nominativo. Nel marzo seguente il sommergibile si trasferì via canale di Panama a Portsmouth, conducendo poi manovre di addestramento in oceano Atlantico al largo delle coste del New Hampshire e del Maine; dopo alcune visite al New York Navy Yard, al Washington Navy Yard e ad Annapolis, il 14 maggio il Nautilus attraversò nuovamente il canale di Panama e raggiunse San Diego, dove per un mese fu sottoposto a lavori di messa a punto. Inserito nella Submarine Division (SubDiv) 12, nei mesi seguenti svolse manovre di addestramento facendo base nel porto di San Diego.
Il Nautilus trascorse gli anni 1930 impegnato in manovre di addestramento e crociere di routine lungo la costa ovest degli Stati Uniti, spingendosi occasionalmente a visitare anche basi in Alaska, Hawaii e Zona del Canale. Dopo vari lavori di manutenzione e miglioramento, all'inizio del 1938 il battello fu distaccato presso la base di Pearl Harbor, iniziando a svolgere abituali pattugliamenti di sorveglianza e manovre di addestramento nelle acque delle Hawaii; nel luglio 1940, inquadrato nel Submarine Squadron 4, compì una lunga crociera nel Pacifico orientale andando a visitare il porto di Pago Pago nelle Samoa Americane, per poi rientrare a Pearl Harbor. Il battello spese quindi i primi mesi del 1941 impegnato in vasti lavori di manutenzione e ammodernamento, i quali compresero la sostituzione dei motori diesel originari con apparati più potenti e l'installazione a bordo di un sistema sonar. Il battello era ancora al Mare Island Navy Yard per un nuovo ciclo di lavori di modernizzazione degli apparati quando, il 7 dicembre 1941, le forze giapponesi attaccarono Pearl Harbor trascinando gli Stati Uniti nel secondo conflitto mondiale.

### Midway e Makin

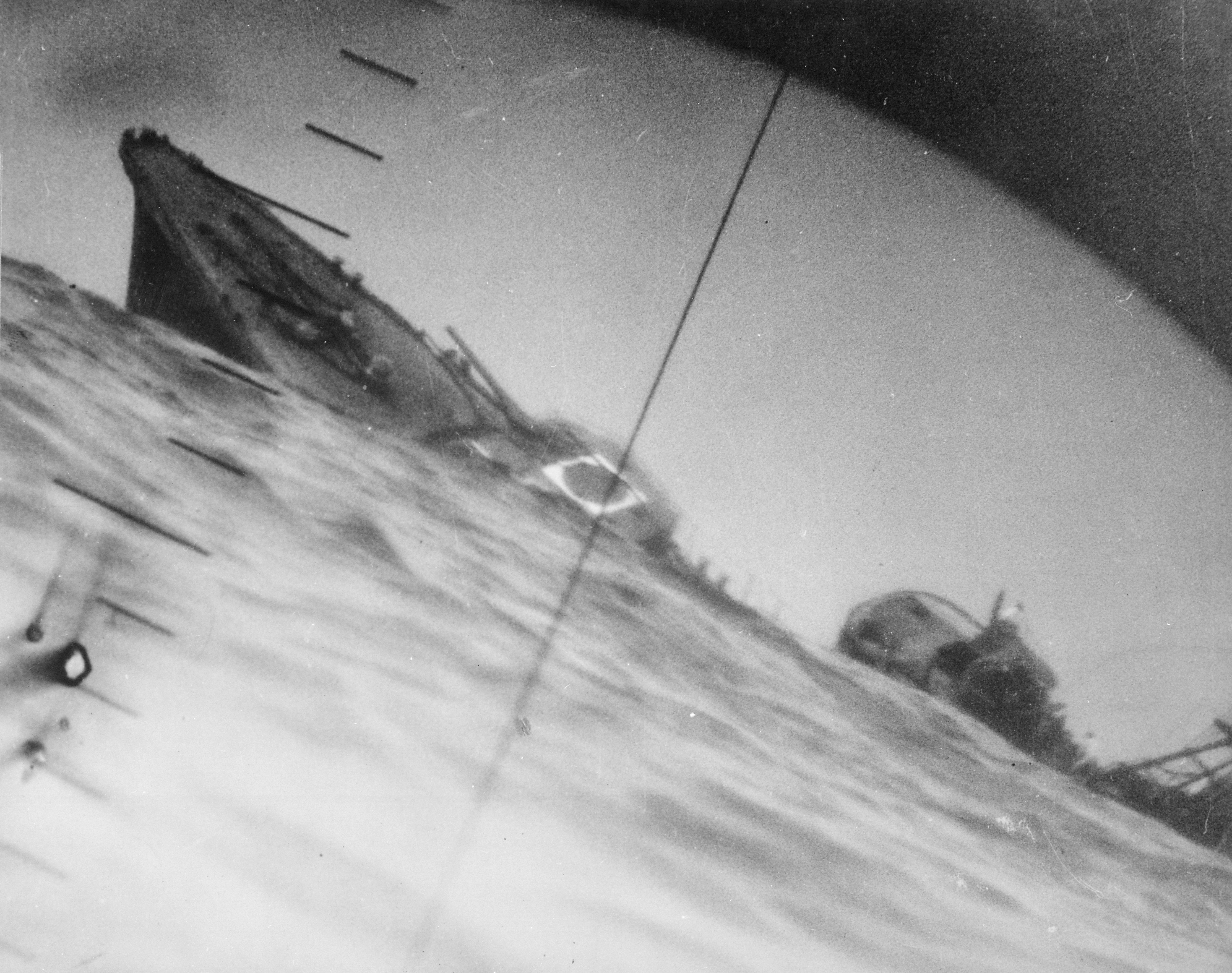
L'affondamento del cacciatorpediniere Yamakaze ripreso dal periscopio del Nautilus

Completati i lavori, il Nautilus lasciò San Francisco il 21 aprile 1942, raggiungendo Pearl Harbor una settimana dopo. Il 24 maggio seguente il battello lasciò la base per dirigere verso le acque a occidente dell'Atollo di Midway, come parte di un cordone di 25 sommergibili statunitensi disposto per intercettare la flotta d'invasione giapponese che si riteneva stesse facendo rotta per l'atollo; dal 4 al 6 giugno 1942 il Nautilus partecipò quindi agli eventi della battaglia delle Midway, nel corso della quale i velivoli delle portaerei statunitensi sorpresero la flotta giapponese e le inflissero pesanti perdite. Nel corso della battaglia il Nautilus tentò varie volte di portarsi a tiro della flotta nemica, ma senza far registrare successi: una prima volta, la mattina del 4 giugno, il sommergibile cercò di avvicinarsi a una formazione giapponese comprendente la nave da battaglia Kirishima, l'incrociatore leggero Nagara e due cacciatorpediniere, ma il siluro lanciato ai danni della corazzata fallì il bersaglio e il Nautilus, avvistato, dovette immergersi in profondità per sfuggire a un contrattacco con bombe di profondità da parte dei nipponici. Più avanti quello stesso giorno, il sommergibile avvistò la portaerei giapponese Kaga, in fiamme e prossima ad affondare dopo gli attacchi dei velivoli statunitensi, assistita da due cacciatorpediniere: il Nautilus lanciò contro la portaerei tre siluri, uno solo dei quali colpì lo scafo senza tuttavia esplodere; il Nautilus dovette poi immergersi in profondità per sostenere un prolungato contrattacco con bombe di profondità da parte dei cacciatorpediniere giapponesi, e quando poi, alcune ore dopo, riuscì a tornare a quota periscopio si limitò ad assistere a distanza agli ultimi istanti di agonia della Kaga, infine abbandonata e silurata dagli stessi giapponesi.
Dopo essersi rifornito a Midway, subito dopo la conclusione della battaglia il Nautilus fece rotta per le acque del Giappone stesso per una campagna di attacchi al traffico navale locale. Portatosi all'entrata della Baia di Sagami, la mattina del 25 giugno il sommergibile tentò un attacco al mercantile Keiyo Maru ma la salva di siluri lanciata non trovò il bersaglio; più avanti quello stesso giorno, tuttavia, il Nautilus avvistò a circa 60 miglia a sud-est della baia il cacciatorpediniere Yamakaze: centrata da due siluri, l'unità giapponese affondò rapidamente con la perdita dell'intero suo equipaggio. Un altro successo fu ottenuto il 27 giugno, quando il Nautilus centrò con un siluro e colò a picco il dragamine ausiliario Musashi Maru; il giorno seguente, invece, il sommergibile fu scoperto mentre tentava di portarsi all'attacco della nave appoggio idrovolanti Chiyoda, e dovette sostenere un lungo attacco con bombe di profondità ad opera del posamine Ukishima. I danni riportati in questo attacco obbligarono il Nautilus a lasciare la zona, e l'11 luglio il battello rientrò a Pearl Harbor; l'equipaggio ricevette una lettera di congratulazioni firmata dal presidente Roosevelt, mentre il comandante del battello tenente William H. Brockman Jr. fu insignito della Navy Cross.

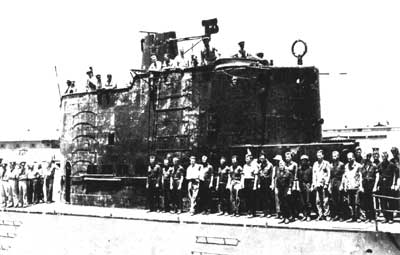
Il Nautilus, con il ponte ingombro di membri dei Marine Raiders, rientra a Pearl Harbor dopo il raid di Makin

Il Nautilus rimase in riparazione fino ad agosto 1942, quando in coppia con il sommergibile USS Argonaut fu assegnato agli eventi del raid di Makin: i grossi "sommergibili incrociatori" come il Nautilus e l'Argonaut si erano rivelati poco adatti alle missioni d'attacco subacqueo, visto che le dimensioni li rendevano poco manovrabili e lenti nella fase di immersione, ma gli ampi spazi a bordo consentivano invece di imbarcare contingenti di truppe e i due battelli ricevettero, quindi, il compito di trasportare e sbarcare una squadra di incursori dei Marine Raiders diretta a compiere un raid mordi-e-fuggi contro la base giapponese nell'atollo di Makin nelle isole Gilbert. Nelle prime ore del 17 agosto i due sommergibili sbarcarono quindi i Raiders su Makin tramite dei gommoni e, guidato dagli osservatori a terra, il Nautilus in emersione diresse il tiro dei suoi cannoni sulle postazioni giapponesi affondando anche due piccoli mercantili ancorati nella laguna; immersosi per sfuggire a un attacco di due velivoli nipponici, il Nautilus recuperò parte degli incursori quella sera stessa, per poi allontanarsi e rimanere immerso per gran parte del giorno successivo. Il Nautilus e l'Argonaut tornarono poi la sera del 18 agosto per recuperare i restanti Raiders, facendo quindi rotta su Pearl Harbor dove arrivarono il 7 settembre seguente; nel corso del viaggio il medico di bordo del Nautilus, tenente William B. MacCracken II, eseguì con successo operazioni chirurgiche su sei Raiders gravemente feriti nello scontro, azione per la quale fu insignito della Navy Cross.

### Azioni al largo del Giappone, nelle Salomone e nelle Aleutine
Dopo alcune riparazioni, il 14 settembre 1942 il Nautilus si trasferì a Midway per prepararsi a una nuova scorreria contro il traffico nemico a oriente del Giappone. Dopo un viaggio funestato da continui problemi all'apparato meccanico il sommergibile raggiunse le acque nipponiche il 23 settembre, e nel corso di due azioni di superficie il 25 e il 26 settembre affondò altrettanti sampan giapponesi; un attacco in immersione a un convoglio di mercantili il 27 settembre portò all'affondamento di un bastimento nemico, dopo una lunga caccia resa estenuante da continui malfunzionamenti dei siluri del sommergibile. Un altro successo ai danni di un mercantile fu ottenuto il 1º ottobre, ma nei giorni seguenti vari altri tentativi di attacco a navi nemiche non ebbero esito a causa del mare in tempesta; il maltempo iniziò anche a causare danni allo scafo e ai serbatoi del carburante. Il 24 ottobre il Nautilus colò a picco al largo di Honshū il mercantile Kenun Maru con due siluri e il giorno successivo mandò a fondo a cannonate un sampan; dopo questi ultimi successi il battello lasciò le acque giapponesi e rientrò a Midway il 31 ottobre, per poi fare rotta su Pearl Harbor dove arrivò il 5 novembre. Una volta nella base hawaiana il battello fu messo in cantiere per lavori di riparazione e manutenzione protrattisi per un mese, nel corso dei quali l'unità fu dotata di apparati radar di scoperta di superficie nonché di quattro mitragliere antiaeree da 20 mm Oerlikon.

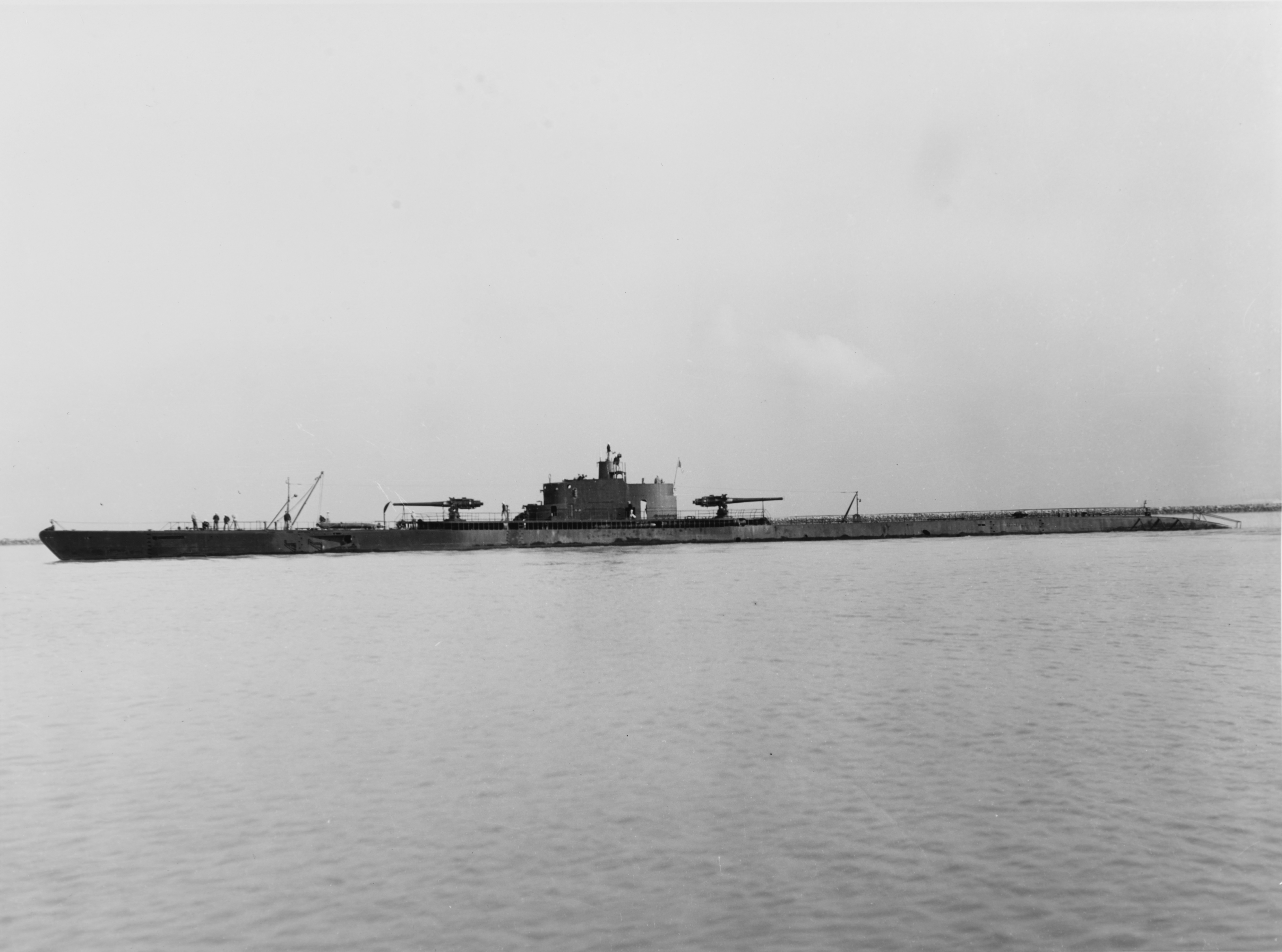
Il Nautilus fotografato al largo di Mare Island nel 1942

Il 13 dicembre 1942 il Nautilus lasciò Pearl Harbor per dirigere alla volta del teatro operativo delle isole Salomone. Dopo aver evacuato, nelle prime ore del 31 dicembre, alcuni rifugiati civili da Bougainville, la mattina del 9 gennaio 1943 il sommergibile attaccò un convoglio giapponese al largo dell'isola e mandò a fondo con un siluri la nave da trasporto Yoshinogawa Maru; un altro attacco a un convoglio il 14 gennaio non ebbe invece esito, nonostante vari tentativi di silurare una nave da trasporto. Dopo essere sfuggito, il 15 gennaio al largo di Boungainville, a un attacco con bombe di profondità a opera di un'unità nemica, il 18 gennaio il Nautilus bombardò con i suoi cannoni la base giapponese di Buka; il giorno seguente, mentre navigava in superficie, il sommergibile fu intercettato dal cacciatorpediniere giapponese Akizuki: nel seguente scontro il Nautilus colpì l'unità nemica con un siluro, ma non riuscì a sferrare il colpo di grazia a causa degli ormai persistenti problemi dei siluri statunitensi e l'Akizuki poté allontanarsi seppur danneggiato. Rimasto a incrociare nelle acque a settentrione di Boungainville, il 28 gennaio il Nautilus portò l'attacco a un piccolo convoglio giapponese, rivendicando due centri ai danni di un mercantile e sfuggendo poi a un contrattacco a opera di un cacciatorpediniere; il giorno seguente il Nautilus impiegò i suoi ultimi siluri contro un altro convoglio nemico, rivendicando il danneggiamento di un'unità di scorta giapponese. Senza più armi, il sommergibile lasciò la zona di pattugliamento il 31 gennaio e diresse sulla base di Brisbane in Australia il 4 febbraio seguente, per poi rientrare a Pearl Harbor il 15 aprile.
Il 20 aprile 1943 il Nautilus lasciò la base hawaiana per dirigere a nord e prendere parte alla campagna delle isole Aleutine. Raggiunta la base di Dutch Harbor il 27 aprile, il sommergibile fu impegnato in manovre di addestramento anfibio del reparto da ricognizione della 7th Infantry Division; il 1º maggio, imbarcati 109 esploratori della divisione, il Nautilus fece quindi rotta per l'isola di Attu, occupata dai giapponesi. Nelle prime ore dell'11 maggio, poco prima del lancio dell'invasione anfibia di Attu da parte dei reparti della 7th Division, il Nautilus sbarcò con successo gli esploratori sulla costa dell'isola, per poi rientrare a Dutch Harbor; il mare in tempesta causò ripetuti problemi all'apparato motore dell'unità, che il 18 maggio ricevette l'ordine di dirigere a Mare Island per le riparazioni.

### Operazioni nel Pacifico centrale
I lavori di riparazione del Nautilus proseguirono fino al settembre 1943, quando il sommergibile lasciò Mare Island per rientrare a Pearl Harbor. Da qui ripartì il 16 settembre per condurre una missione di ricognizione degli atolli delle isole Gilbert selezionati per l'imminente invasione anfibia da parte delle forze statunitensi, scattando in immersione dal periscopio varie fotografie delle spiagge e delle installazioni giapponesi su Tarawa, Abemama e Makin; il battello mantenne un basso profilo durante la missione, ma non rinunciò a tentare il siluramento il 10 ottobre di una petroliera nemica sorpresa al largo di Makin: i siluri lanciati tuttavia mancarono il bersaglio, e il Nautilus dovette subire un prolungato attacco con bombe di profondità prima di riuscire ad allontanarsi. Concluse le ricognizioni programmate, il sommergibile rientrò quindi a Pearl Harbor il 17 ottobre.

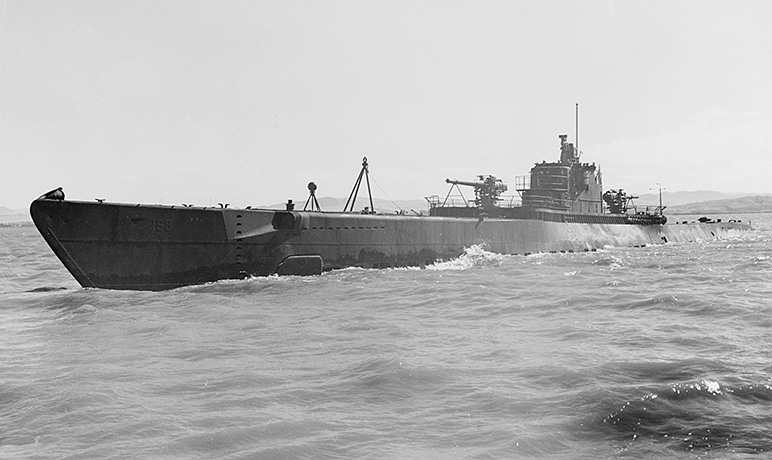
Il battello ripreso in navigazione nell'agosto 1943

I persistenti problemi all'apparato motore obbligarono il Nautilus a un nuovo ciclo di lavori a Peral Harbor, proseguiti fino all'inizio di novembre 1943. Il sommergibile fu quindi assegnato all'operazione Galvanic, l'assalto anfibio statunitense alle isole Gilbert, venendo incaricato di trasportare all'atollo di Abemama i 78 uomini della VAC Amphibious Reconnaissance Company incaricati di occuparlo; salpato da Pearl Harbor l'8 novembre, il battello dovette tuttavia dirigere all'Atollo Johnston per risolvere nuovi problemi meccanici, facendo quindi rotta per Abemama il 12 novembre. Mentre era in rotta per il suo obiettivo, il 19 novembre il sommergibile rimase coinvolto in un incidente di fuoco amico: in navigazione in emersione al largo dell'isola di Betio, sottoposta nel mentre ad attacchi aerei delle portaerei statunitense, il Nautilus fu scambiato per un sommergibile nemico dal cacciatorpediniere USS Ringgold che centrò con un proiettile di cannone la torre di comando del battello; il Nautilus riuscì lo stesso a immergersi e a sfuggire ad altri attacchi, e il comandante William D. Irvin fu poi insignito di una Navy Cross per la sua condotta durante l'incidente. Riparati sommariamente i danni, il Nautilus continuò con la sua missione e il 21 novembre portò a terra il reparto da sbarco ad Abemama, supportandolo poi nei giorni seguenti con il fuoco dei suoi cannoni mentre completava l'occupazione del piccolo atollo. Riparato in loco da una nave officina statunitense, il Nautilus rientrò quindi a Pearl Harbor il 4 dicembre.
Il sommergibile riprese il mare il 24 gennaio 1944, con l'ordine di condurre una missione offensiva contro il traffico giapponese tra le isole Marianne e le Palau. La missione fu inizialmente avara di successi, con solo un attacco a un convoglio nemico il 1º marzo con esiti non rilevati; costretto a rientrare verso Midway a causa della carenza di carburante, il 6 marzo il sommergibile si imbatté in un altro convoglio nemico e si portò all'attacco, silurando e affondando la nave da trasporto America Maru: la nave era carica di civili giapponesi, principalmente donne e bambini, evacuati da Saipan, e nell'affondamento solo 43 delle 642 persone a bordo furono tratte in salvo. Imbarcati carburante e 102 passeggeri a Midway, il Nautilus rientrò quindi a Pearl Harbor il 21 marzo per sottoporsi a nuovi lavori di riparazione del suo problematico apparato motore.

### Operazioni nelle Filippine
Il Nautilus tornò operativo il 25 aprile 1944, trasferendosi quindi a Brisbane dove arrivò il 14 maggio seguente. Assegnato a missioni di trasporto merci, diresse a Darwin il 28 maggio per poi fare rotta per Tukuran nelle Filippine occupate dai giapponesi con un carico di munizioni e rifornimenti destinato a un locale gruppo di guerriglieri filippini; dopo aver evitato l'attacco di un velivolo nemico, il sommergibile consegnò il suo carico a destinazione il 5 giugno, rientrando a Darwin l'11 giugno. Il giorno seguente il Nautilus ripartì da Darwin per una seconda missione di trasporto a favore dei guerriglieri filippini, questa volta con destinazione Negros; il 14 giugno, in rotta per la sua destinazione, il sommergibile intercettò e affondò a cannonate un piccolo scuna giapponese, per poi sbarcare il suo carico a Capo Balatong il 20 giugno imbarcando al suo posto un ufficiale statunitense, 17 filippini evacuati e un prigioniero di guerra tedesco. Sulla via del rientro il 25 giugno il sommergibile colò a picco a cannonate un peschereccio prendendone a bordo l'equipaggio, per poi giungere a Darwin il 27 giugno.
Dopo alcune riparazioni il Nautilus salpò da Darwin il 30 giugno per una terza missione di trasporto alla volta delle Filippine; il carico, comprendente anche una squadra di 28 soldati statunitensi, fu sbarcato in parte l'8 luglio nei pressi di Pandan e in parte il 14 luglio vicino a San Roque, e il battello rientrò quindi a Fremantle il 27 luglio seguente. Dopo un periodo di riposo e addestramento, il sommergibile salpò nuovamente per le Filippine il 17 settembre, sbarcando rifornimenti nella regione del Visayas Centrale e imbarcando documenti catturati, posta ed evacuati filippini; la sera del 25 settembre, tuttavia, il sommergibile si incagliò nel bassofondo del Iuisan Shoal, riuscendo a liberarsi solo nelle prime ore del 26 settembre dopo aver atteso l'alta marea e aver alleggerito lo scafo di tutti i pesi inutili. Dopo aver condotto una missione di ricognizione della costa davanti Libertad il 28 settembre, il giorno seguente il battello imbarcò altri 47 evacuati civili portando a terra invece rifornimenti di cibo; il Nautilus fece quindi rotta per la base statunitense di Mios Woendi nelle Isole Schouten, dove arrivò il 6 ottobre.
Il Nautilus tornò in mare il 10 ottobre 1944, pattugliando la costa di Luzon e sbarcando rifornimenti per i guerriglieri locali il 24 ottobre; il 31 ottobre seguente il battello raggiunse la secca del Bombay Shoal al largo di Palawan per distruggere a cannonate il relitto del sommergibile USS Darter, qui finito incagliato il 25 ottobre precedente ed evacuato dall'equipaggio, in modo che i giapponesi non potessero ispezionarlo. Rientrato a Mios Woendi il 9 novembre, il Nautilus spese le settimane seguenti in manovre di addestramento per poi intraprendere, a partire dal 14 gennaio 1945, una nuova missione di rifornimento dei guerriglieri filippini a Mindanao; l'operazione fu portata a termine senza problemi, e il sommergibile rientrò a Darwin il 30 gennaio.

### Dismissione
Giunto ormai alla fine della sua vita operativa, il Nautilus salpò da Darwin e raggiunse Balboa il 16 marzo 1945 dopo un lungo viaggio attraverso il Pacifico; via canale di Panama il sommergibile si trasferì quindi a Filadelfia il 25 maggio e qui, il 30 giugno seguente, fu ufficialmente ritirato dal servizio attivo. Il battello fu quindi radiato dai registri navali della US Navy il 25 luglio 1945; il 16 novembre seguente, lo scafo venne infine venduto alla North American Smelting Company di Filadelfia per la demolizione.
Per il suo servizio durante la guerra, il battello ricevette una Presidential Unit Citation e quattordici Battle star.